# ひがし野

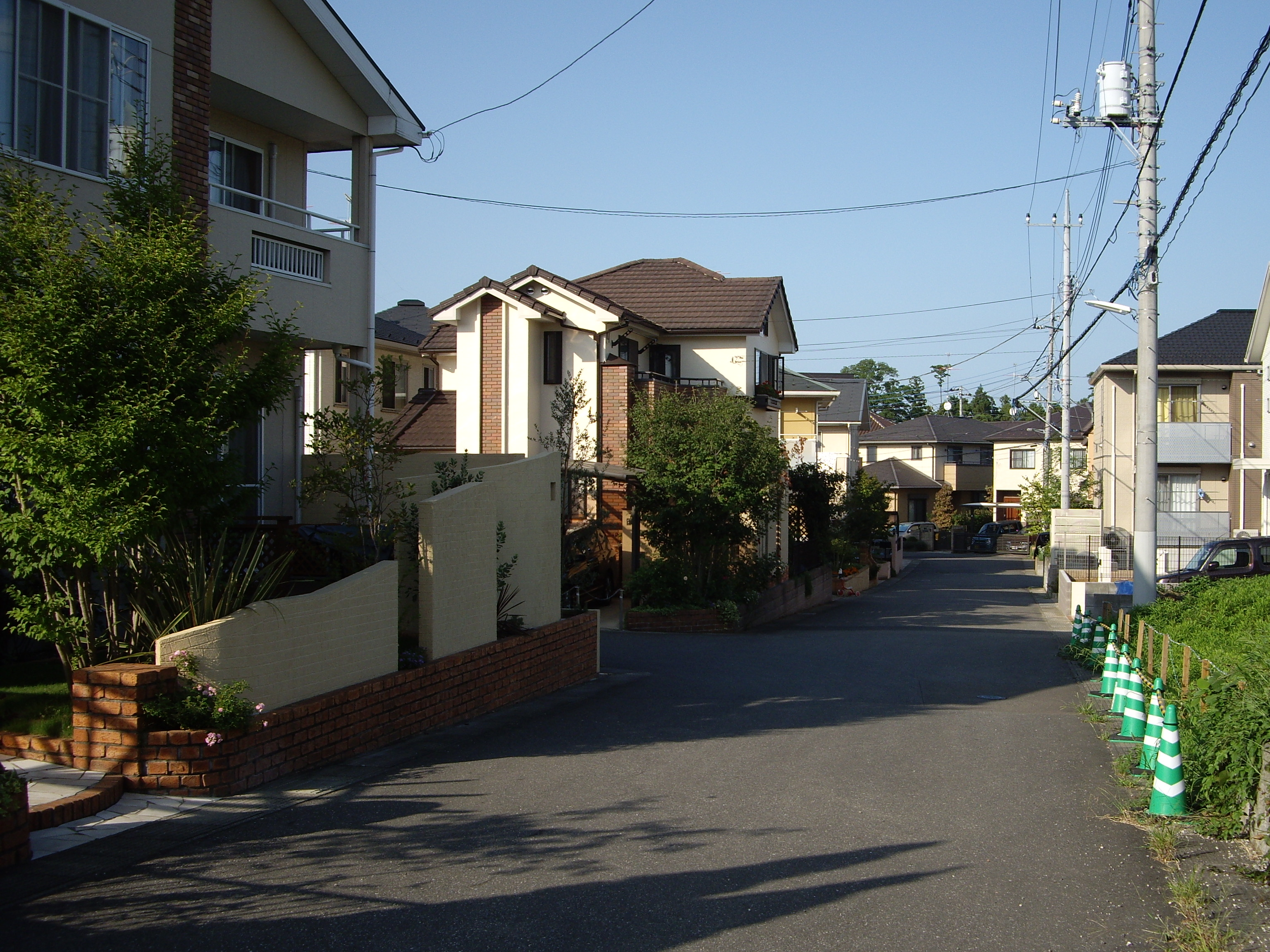
ひがし野三丁目

ひがし野（ひがしの）は、茨城県守谷市の町名。現行行政地名はひがし野一丁目から四丁目。郵便番号は302-0131。

## 地理
守谷市中央部に位置する新しい住宅街である。一丁目と二丁目の境を首都圏新都市鉄道つくばエクスプレスが通り、一丁目から二・三丁目にかけて古城川が流れる。また、地域の中央を南北に都市計画道路郷州沼崎線が通る。地域内は戸建が中心の住宅街であるが、高層マンション（ブランズシティ守谷）も存在する。
良好な環境を維持するため、全域がひがし野地区計画の対象地域となっており、全域で165m2以上の敷地を確保することが義務付けられているほか、垣や柵に関する制限も設けられている。
東、北は松並、西は百合ケ丘、南は本町と接する。

### 地価
住宅地の地価は、2014年（平成26年）1月1日の公示地価によれば、ひがし野1丁目6番16の地点で14万円/m2となっている。守谷市内で最も地価が高い。

## 歴史
2010年（平成22年）9月16日に、ひがし野一丁目と中央二丁目との間に境界変更を行うことが決定され、ひがし野一丁目12番地、13番地1・2、14番地1・2・3・4、18番地1・2・3・4、38番地2・53・54・75が中央二丁目に、中央二丁目2番地、27番地2、28番地、41番地2がひがし野一丁目となった。また、2012年（平成24年）12月11日には、2013年（平成25年）6月より、原東土地区画整理事業区域である松並字大日1899番地の1、1901番地の2、1902番地の1、1903番地、1904番地、1905番地の1の一部、1905番地の2～7・10、1907番地の1、1909番地の1・3・5、1910番地の2、2059番地の6・8～11、2059番地の12の一部・13～16、2060番地の6・8、2062番地～2066番地、2067番地の1、2068番地の1、2069番地の2、2071番地の2より、ひがし野四丁目を新設することを決定し、同年10月12日に新設した。

### 地名の由来
守谷駅の東に位置することから「ひがし野」とした。

### 沿革
- 1869年（明治2年） 葛飾県相馬郡守谷町となる。
- 1871年（明治4年） 廃藩置県により印旛県相馬郡守谷町となる。
- 1873年（明治6年） 県の統合により千葉県相馬郡守谷町となる。
- 1875年（明治8年） 境界変更により千葉県から茨城県に移管。茨城県相馬郡守谷町となる。
- 1878年（明治11年） 相馬郡が、南相馬郡と北相馬郡に分離し、北相馬郡守谷町となる。
- 1889年（明治22年） 北相馬郡赤法花村、小山村と合併し、北相馬郡守谷町大字守谷となる。
- 2002年（平成14年）2月2日 市制施行。守谷市大字守谷となる。
- 2004年（平成16年）12月25日 守谷のうち守谷東土地区画整理事業区域を以って、守谷市ひがし野一丁目～三丁目を新設。
- 2010年（平成22年）9月16日 平成22年第3回守谷市議会定例会により、中央二丁目とひがし野一丁目との間で境界変更が決定される[6]。
- 2012年（平成24年）12月11日 平成24年第4回守谷市議会定例会により、松並字大日の一部より、ひがし野四丁目を新設することを決定。
- 2013年（平成25年）10月12日 松並字大日の一部より、ひがし野四丁目を新設。

### 町名の変遷
| 実施後         | 実施年月日     | 実施前                                                                           |
| -------------- | -------------- | -------------------------------------------------------------------------------- |
| ひがし野一丁目 | 2004年12月25日 | 守谷字城内、字御茶屋下、字相野谷、字法花坊、字庚塚、字二ツ塚、字新町裏、字古城沼 |
| ひがし野二丁目 | 2004年12月25日 | 守谷字城内、字御茶屋下、字相野谷、字法花坊、字庚塚、字二ツ塚、字新町裏、字古城沼 |
| ひがし野三丁目 | 2004年12月25日 | 守谷字城内、字御茶屋下、字相野谷、字法花坊、字庚塚、字二ツ塚、字新町裏、字古城沼 |
| ひがし野四丁目 | 2013年10月12日 | 松並字大日の一部                                                                 |

## 世帯数と人口
2025年（令和7年）6月1日現在の世帯数と人口は以下の通りである。
| 丁目           | 世帯数    | 人口    |
| -------------- | --------- | ------- |
| ひがし野一丁目 | 468世帯   | 1,008人 |
| ひがし野二丁目 | 817世帯   | 2,028人 |
| ひがし野三丁目 | 626世帯   | 1,522人 |
| ひがし野四丁目 | 140世帯   | 327人   |
| 計             | 2,051世帯 | 4,885人 |

## 交通
首都圏新都市鉄道つくばエクスプレス/関東鉄道常総線 守谷駅が徒歩圏である。
守谷市コミュニティバス｢モコバス｣は地域内を通過しないが、守谷駅東口からの路線バスが地域内を走る。
路線バス
地域内には｢ひがし野二丁目｣、｢ひがし野三丁目中央｣、｢城址公園入口｣の3つの停留所がある。
| 系統 | 主要経由地                                                                     | 行先           | 運行会社 |
| ---- | ------------------------------------------------------------------------------ | -------------- | -------- |
|      | ひがし野二丁目・守谷小学校入口・郷州小学校前・みずき野野球場前・みずき野七丁目 | 取手駅西口     | ■関鉄    |
| 循環 | ひがし野二丁目・守谷小学校入口・郷州小学校前・みずき野野球場前・みずき野七丁目 | みずき野       | ■関鉄    |
|      | ひがし野二丁目・守谷小学校入口・郷州小学校前・みずき野野球場前・みずき野七丁目 | けやき通り中央 | ■関鉄    |
|      | みずき野七丁目・みずき野野球場前・郷州小学校前・守谷小学校入口・ひがし野二丁目 | 守谷駅東口     | ■関鉄    |
| 備考 |                                                                                |                | ■関鉄    |

## 小・中学校の学区
市立小・中学校に通う場合、学区は以下の通りとなる。
| 丁目   | 番             | 小学校     | 中学校     |
| ------ | -------------- | ---------- | ---------- |
| 一丁目 | 1番地～14番地  | 黒内小学校 | 守谷中学校 |
| 一丁目 | 15番地～終わり | 守谷小学校 | 守谷中学校 |
| 二丁目 | 全域           | 守谷小学校 | 守谷中学校 |
| 三丁目 | 全域           | 守谷小学校 | 守谷中学校 |
| 四丁目 | 全域           | 黒内小学校 | 守谷中学校 |

## 施設
- プロムナード水路公園 - ひがし野3丁目
- おちゃやばし公園 - ひがし野3丁目6
- 茨城百景 守谷城址碑　- ひがし野3丁目
- ウエルシア守谷ひがし野店 - ひがし野2丁目2-5
- ウエルシア守谷松並店 - ひがし野4丁目1-9
- ブランズシティ守谷 - ひがし野2丁目1

- 北園森林公園 - 2丁目に隣接